# Аксіома адаптованості
Аксіома адаптованості — екологічна аксіома  Дарвіна, аксіома, згідно з якою кожен організм (або  вид) адаптований до певної, специфічної для нього сукупності умов існування ( екологічної ніші). Очевидно, що раз види екологічно індивідуальні, то вони мають і специфічні екологічні ніші. Правило екологічної індивідуальності обумовлює аксіому  адаптованості. Ці два біологічних постулати доповнюють один одного.
Дарвінівську концепцію засуджують або навіть зовсім не визнають за нею статус наукової теорії на тій підставі, що ідея  природного добору містить  тавтологію, міркування по колу: виживаність визначається ступенем  пристосованості, а міра пристосованості оцінюється мірою виживаності. Тавтологія безсумнівна. Але тавтологія аж ніяк ще не означає безглуздості. Адже, наприклад, таблиця множення — суцільна тавтологія: 2 × 2 = 4; 2 × 3 = 6 і т. д. Але таблиця множення — не нісенітниця, а вираз непорушних істин. Точно так само і ідея природного добору — це всього лише форма вираження (або прямий наслідок) тієї непорушної істини, що можна вижити не в будь-яких умовах, а тільки в певних. Інакше кажучи, ідея природного добору сама по собі — не теорія (і в цьому критики мають рацію), а прямий наслідок фундаментальної біологічної аксіоми, яку можна назвати аксіомою адаптованості, або екологічної аксіомою, або аксіомою Дарвіна: кожен організм (або вид) адаптований до певної, специфічної для нього, сукупності умов існування (екологічній ніші). Тому заперечувати існування природного добору — все одно, що заперечувати таблицю множення. Таким чином, основна ідея дарвінівської теорії у відомому сенсі виявляється цілком математичною.
Найбільш чітко аксіома адаптованості сформульована А. К. Скворцовим (1988).

## Ресурси Інтернету
- Ч. Дарвин. Происхождение человека и половой отбор. В форматі html (розраховано на Internet explorer).
- Н. Н. Иорданский. Эволюция жизни
- А. С. Северцов. Теория эволюции. 2005 (djvu, 9Mb)
- Н. В. Тимофеев-Ресовский, Н. Н. Воронцов, А. В. Яблоков. Краткий очерк теории эволюции. 1977 (djvu, 4Mb)
- А. В. Яблоков, А. Г. Юсуфов. Эволюционное учение. 2006 (djvu, 9Mb)